# Mont Ortigara
Le mont Ortigara est un sommet d'Italie culminant à 2 105 m d'altitude. Avec les montagnes avoisinantes, il forme une imposante crête facilement accessible depuis le plateau de l'Asiago, mais seulement par des chemins escarpés depuis la vallée de Sugana.
Cette montagne a fait une page de l'histoire de la Première Guerre mondiale, quand elle a été le théâtre d'âpres combats entre les Italiens et les Austro-Hongrois pour la conquête de son sommet, lors de la bataille du Mont Ortigara.

## Honneur
L'astéroïde (8944) Ortigara porte son nom.